# LSMEM1
LSMEM1 (англ. Leucine rich single-pass membrane protein 1) – білок, який кодується однойменним геном, розташованим у людей на короткому плечі 7-ї хромосоми. Довжина поліпептидного ланцюга білка становить 131 амінокислот, а молекулярна маса — 14 462.
| 10         |  | 20         |  | 30         |  | 40         |  | 50         |
| ---------- |  | ---------- |  | ---------- |  | ---------- |  | ---------- |
| MTHSSQDTGS |  | CGIQEDGKLY |  | VVDSINDLNK |  | LNLCPAGSQH |  | LFPLEDKIPV |
| LGTNSGNGSR |  | SLFFVGLLIV |  | LIVSLALVFF |  | VIFLIVQTGN |  | KMDDVSRRLT |
| AEGKDIDDLK |  | RINNMIVKRL |  | NQLNQLDSEQ |  | N          |  |            |

A: Аланін

C: Цистеїн

D: Аспарагінова кислота

E: Глутамінова кислота

F: Фенілаланін

G: Гліцин

H: Гістидин

I: Ізолейцин

K: Лізин

L: Лейцин

M: Метіонін

N: Аспарагін

P: Пролін

Q: Глутамін

R: Аргінін

S: Серин

T: Треонін

V: Валін

Кодований геном білок за функцією належить до фосфопротеїнів. 
Задіяний у такому біологічному процесі, як альтернативний сплайсинг. 
Локалізований у мембрані.